# Género Zeefuik
Género Aurelio Dennis Zeefuik (Amsterdam, 5 april 1990; geboren als Género Aurelio Dennis Esajas) is een Nederlands voormalig voetballer die als aanvaller speelde.

## Clubcarrière

### Jeugd
Zeefuik werd geboren in Amsterdam en op zijn negende gescout door Ajax. Op zijn 14e moest hij daar de jeugdopleiding verlaten en vertrok hij naar de jeugdopleiding van FC Omniworld. Hier werd hij na één seizoen weggeplukt door PSV.

### Nederland
Op zestienjarige leeftijd maakte hij, onder trainer Ronald Koeman die hem nog kende uit de jeugd van Ajax, zijn debuut tijdens de wedstrijd tegen NAC Breda. Zeefuik was op dat moment 16 jaar en 360 dagen en werd daarmee de op twee na jongste PSV'er ooit die zijn debuut maakt in de Eredivisie, achter Stanley Bish en Wilfred Bouma.
De week voor zijn debuut tegen NAC Breda speelde hij nog in het Nederlands voetbalelftal onder 17 tegen Turkije –17. Hij maakte daar de enige treffer, waardoor het team zich kwalificeerde voor het Europees kampioenschap voetbal onder 17 - 2007 in België. Het Nederlands voetbalelftal onder 17 werd daar uiteindelijk zesde.
In de aanloop van het seizoen 2008/2009 werd bekendgemaakt dat Zeefuik voor een seizoen verhuurd werd aan FC Omniworld. Het seizoen erop speelde hij op huurbasis bij FC Dordrecht. Hij scoorde bij die clubs respectievelijk 8 en 12 keer in de Jupiler League.
In 2011 sloot Zeefuik zich weer aan bij PSV. Zijn eerste wedstrijd in 2011 was op 29 januari thuis tegen Willem II. PSV stond een paar seconden voor tijd 1-1 gelijk tegen de hekkensluiter. Zeefuik maakte in een van de laatste seconden de 2-1, waardoor de Eindhovenaren alsnog drie punten konden bijschrijven. Nadat hij daar echter weer weinig aan spelen toekwam werd hij opnieuw verhuurd. In het seizoen 2011/12 speelde hij voor N.E.C.. Hij maakte hier 6 doelpunten. Ondanks weinig doelpunten gemaakt te hebben, fungeerde hij als prima aanspeelpunt bij de club uit Nijmegen. N.E.C. bekeek na afloop van dat seizoen de optie om Zeefuik te contracteren en deed hem een aanbieding, waar hij echter niet op inging.
Op 22 mei 2012 tekende Zeefuik een contract voor vier jaar bij FC Groningen. In zijn eerste twee seizoenen pakte hij regelmatig wedstrijden, maar was hij nooit een onomstreden waarde. In de zomerstop van 2014 was hij dicht bij een overgang naar het Turkse Samsunspor. Hierna leek hij op huurbasis over te stappen naar Willem II, maar hier kwam hij, door toedoen van een liesblessure, niet door de medische keuring.

### Heart of Midlothian FC
FC Groningen verhuurde Zeefuik, nadat hij een half jaar niet in actie gekomen was, in januari 2015 voor een half jaar aan Heart of Midlothian FC, op dat moment actief in de Scottish Championship. Hij debuteerde op 10 januari 2015 voor Hearts FC in de uitwedstrijd in de tegen Dumbarton FC. De wedstrijd werd met 5-1 gewonnen. Tijdens zijn debuut scoorde hij twee keer en miste hij een penalty. Zeefuik speelde vijftien wedstrijden voor de Schotse club en maakte daarin twaalf doelpunten.

### Balikesirspor en Emmen
Zeefuik tekende in juli 2015 een contract tot medio 2017 bij Balikesirspor, dat in het voorgaande seizoen uit de Süper Lig degradeerde. Hiervoor speelde hij in zijn eerste seizoen alle competitiewedstrijden en maakte hij twaalf doelpunten. In het seizoen 2016/17 werd er amper nog een beroep op hem gedaan. De club en hij ontbonden daarop in december 2016 zijn contract. Begin februari tekende hij een contract tot het einde van het seizoen bij FC Emmen. Daar werd hij herenigd met Dick Lukkien, die zijn assistent-trainer was bij FC Groningen. Na seizoen 2016-2017 werd Zeefuik clubloos. Inmiddels is hij gestopt met voetballen.

## Clubstatistieken
| Seizoen | Club                  | Competitie     | Competitie | Competitie | Beker | Beker | Overig | Overig | Totaal | Totaal |
| Seizoen | Club                  | Competitie     | Wed.       | Dlp.       | Wed.  | Dlp.  | Dlp.   | Dlp.   | Wed.   | Dlp.   |
| ------- | --------------------- | -------------- | ---------- | ---------- | ----- | ----- | ------ | ------ | ------ | ------ |
| 2006/07 | PSV                   | Eredivisie     | 5          | 0          | 0     | 0     | –      | –      | 5      | 0      |
| 2007/08 | PSV                   | Eredivisie     | 2          | 0          | 1     | 0     | –      | –      | 3      | 0      |
| 2008/09 | → FC Omniworld        | Eerste divisie | 35         | 8          | 2     | 0     | –      | –      | 37     | 8      |
| 2009/10 | → FC Dordrecht        | Eerste divisie | 37         | 12         | 2     | 0     | –      | –      | 39     | 12     |
| 2010/11 | PSV                   | Eredivisie     | 7          | 1          | 0     | 0     | –      | –      | 7      | 1      |
| 2011/12 | PSV                   | Eredivisie     | 2          | 0          | 0     | 0     | 1      | 0      | 3      | 0      |
| 2011/12 | → N.E.C.              | Eredivisie     | 26         | 6          | 3     | 0     | 2      | 0      | 31     | 6      |
| 2012/13 | FC Groningen          | Eredivisie     | 27         | 4          | 3     | 1     | –      | –      | 30     | 5      |
| 2013/14 | FC Groningen          | Eredivisie     | 14         | 3          | 2     | 1     | 1      | 0      | 17     | 4      |
| 2014/15 | → Heart of Midlothian | Championship   | 15         | 12         | 0     | 0     | –      | –      | 15     | 12     |
| 2015/16 | Balikesirspor         | TFF 1. Lig     | 32         | 12         | 2     | 0     | 2      | 0      | 36     | 12     |
| 2016/17 | Balikesirspor         | TFF 1. Lig     | 2          | 0          | 1     | 0     | –      | –      | 3      | 0      |
| 2016/17 | FC Emmen              | Eerste divisie | 7          | 2          | 0     | 0     | 1      | 0      | 8      | 2      |
| Totaal  | Totaal                | Totaal         | 211        | 60         | 16    | 2     | 7      | 0      | 234    | 62     |

## Trivia
- Zeefuik wordt qua uiterlijk vergeleken met oud-voetballer Henny Meijer, die eveneens uitkwam voor FC Groningen.
- Zeefuik is de oudere broer van Deyovaisio Zeefuik, een verdediger die onder contract staat bij Hertha BSC, en van Lequincio Zeefuik, die als aanvaller speelt voor AZ.[6]